# Zikanita argenteofasciata
Zikanita argenteofasciata là một loài bọ cánh cứng trong họ Cerambycidae.